# Colpoma juniperi
Colpoma juniperi är en svampart som först beskrevs av P. Karst. ex P. Karst., och fick sitt nu gällande namn av Dennis 1958. Colpoma juniperi ingår i släktet Colpoma och familjen Rhytismataceae.  Arten är reproducerande i Sverige. Inga underarter finns listade i Catalogue of Life.